# Jorrit Tornquist
Jorrit Tornquist (Graz, 26 marzo 1938 – Cisano Bergamasco, 17 maggio 2023) è stato un artista austriaco con cittadinanza italiana dal 1992.
Pur essendo presente in numerose collezioni d’arte, la sua fama è dovuta anche a progetti di colorazione di grandi complessi architettonici.

## Biografia
Jorrit Tornquist è nato a Graz. Ha fra i suoi antenati alcuni personaggi di spicco, sia nel mondo dell’arte, come Eduard Robert Henze  (1827-1906) pittore e scultore, autore, fra le altre, della scultura “La Fama”, posta in cima alla cupola della Kunstakademie di Dresda; sia di quello tecnico-scientifico, come Alexander Tornquist (1868 - 1944), geologo di fama internazionale.
Nel suo curriculum scolastico vi sono dapprima studi di biologia' e poi, nel 1958, presso il politecnico di Graz, di architettura, dove ha modo di dedicarsi anche alla scultura e alle prime prove di pittura, tendenzialmente figurative. A partire dal 1959 decide di dedicarsi allo studio dei principi del colore e delle sue applicazioni, dando avvio contemporaneamente alla sua attività artistica. Nel frattempo si avvicina a movimenti politici e artistici che cercavano di dare voce ad alcune istanze di rinnovamento sociale; a causa del suo rifiuto di svolgere il servizio militare, decide di trasferirsi in Italia, dove, grazie agli auspici dell’artista Getulio Alviani, si stabilisce a Sesto san Giovanni.
Nel 1966 espone per la prima volta presso la galleria Vismara di Milano. Nello stesso anno entra a far parte del Forum Stadtpark di Graz, nel 1967 firma insieme agli artisti Richard Kriesche e Helga Philipp il manifesto di fondazione del Gruppo Austria, in cui auspica una maggiore apertura del mondo culturale austriaco verso i nuovi linguaggi artistici.
Successivamente fonda il gruppo Team Colore (1972), diventa membro del Color Center di Tokyo (1974), partecipa alle attività del gruppo Surya (1977) teorizzato dal critico Enzo Biffi Gentili.
In contemporanea alla sua attività di artista procede quella di progettista del colore: dai primi interventi presso la Caffetteria dello studente a Graz (1966), in collaborazione con l’architetto Jörg Mayr), per arrivare a collaborare alla realizzazione di grandi complessi architettonici fra i quali spicca il termovalorizzatore di Brescia (1996).
Nel 1987 Jorrit Tornquist dà vita ad una performance intitolata “Apartheid” nella sua città di origine, Graz, volta a sensibilizzare l’opinione pubblica sui diritti di tutte le forme viventi. Nel 1992 ottiene la cittadinanza italiana, pur mantenendo quella austriaca.
Nel 1995 fonda il gruppo Color&Surface: Barcelona-Milano-Wien, che si occupa di progetti cromatici pubblici e privati.

## Artista

### Periodo mistico: 1958-1969
Le prime prove di pittura sono ancora inserite in un ambito post-cubista e guardano in particolare all’esperienza di Feininger; a partire dagli anni Sessanta, invece, Tornquist si dedica a una sperimentazione basata su uno studio più approfondito e sistematico sulla natura dei colori. Lo studio della teoria dei colori di Rudolf Steiner, fondatore della antroposofia, la cui influenza è stata determinante per tanti artisti del XX secolo (da Kandinskij a Mondrian, a Malevic), lo porta ad appassionarsi alle teorie orientali.
Per un breve periodo indaga il mondo del simbolo, cercando di penetrare più a fondo la struttura inconscia della psiche, adoperando materiali vari:

#### Gli studi sulla luce
In una fase successiva, partendo dal fatto che la luce è composta dalla somma dei colori (i sette colori di Newton) e che dà come esito ultimo il bianco, Tornquist elabora una sequenza di colori (cerchio cromatico) che, ripetuta sulla superficie della tela, cerca di comunicare una sensazione di equilibrio e di armonia, come quella a cui tendono i mandala buddhisti. Questa sequenza di colori viene anche applicata alla scultura, dando origine a opere ispirate alla Colonna infinita di Costantin Brancusi (Opus 111, Opus 171). Infine, arriva a concepire una struttura tridimensionale generata dando ai diversi colori una funzione precisa:

### Periodo scettico-scientifico: dal 1970
Abbandonata la fase “mistica” della sua ricerca, Jorrit Tornquist si concentra sulle qualità intrinseche del colore e sulle sue capacità di influenzare i nostri stati d’animo. La sua conclusione è che il mondo che conosciamo è in realtà da noi sottoposto a continui aggiustamenti, a diverse interpretazioni, tanto che è impossibile definire una verità definitiva, data una volta per tutte, ma che questa sia piuttosto un adattamento continuo alle nostre esigenze per permetterci di orientarci nel mondo. Giunge quindi ad una conclusione scettica scientifica: il mondo stesso sarebbe quindi non afferrabile. La sua pittura, da quel momento, cerca di tradurre in opera questa stessa idea cercando «di inserire nel quadro fenomeni percettivi come: luce, ombra, prospettiva aerea, nebbia, ecc.».

#### Spazio nebbia; Quattro Stagioni
Ad esempio, in Spazio nebbia del 1973 inserisce in una sorta di scatola una serie di aste di colore progressivamente digradante verso tonalità più spente.
Un’opera interessante ispirata alle Quattro stagioni si traduce in quattro dipinti, commentati da un testo che ne spiega l’intento:

#### Miscuglio
Nella serie intitolata “Miscuglio”, procede con una rigorosa definizione dei colori di partenza, per ottenere nel loro miscuglio uno stimolo prestabilito.
Prova anche a inserire delle parole all’interno del quadro, facendo in modo che la forma dei caratteri e i colori scelti interpretino immediatamente lo stimolo suscitato dalla parola stessa.
Andando più a fondo nella sua ricerca indaga le possibilità espressive degli elementi di cui è composta la pittura: il telaio, la tela, la materia del colore. Lasciando scoperta una parte del telaio ne dipinge in trasparenza sulla tela la continuazione ideale.
Arricciando la tela in punti strategici del quadro, dipinge l’incidenza della luce su di essa; utilizzando materiali come cartapesta o gesso ne esalta la matericità, attraverso un uso sapiente della luce e dell’ombra.
Fondamentale per lui diventa la riflessione sulla parola tedesca wahr-nehmen, che traduce l’italiano “percepire”, in tedesco sarebbe letteralmente “prendere come vero”; ma essendo le nostre percezioni sempre condizionate dall’ambiente, che ci porta a volte a gravi errori di valutazione, Tornquist aggiunge fra i due termini il punto di domanda: wahr?nehmen.
Pur venuto a contatto con i protagonisti dell’arte cinetica e programmata, rappresentati soprattutto nel Gruppo T di Milano e successivamente nel Gruppo N di Padova, Tornquist ora ne prende accuratamente le distanze. La sua concezione creativa infatti lo porta a non farsi dominare completamente da una idea automatica e ripetitiva, ma ad aggiungere sempre una dimensione personale, frutto di una visione individuale, che comunque rimanda ad una dimensione spirituale, mai comunque abbandonata; non è un caso la sua adesione al gruppo Surya, volto a far emergere da una pittura astratta le connotazioni spirituali.

## Progettista del colore - Color consultant
In seguito agli studi in architettura e alle sue indagini sul colore, Jorrit Tornquist è stato spesso chiamato da enti pubblici e privati a collaborare alla progettazione cromatica per l’inserimento di edifici e strutture architettoniche in ambienti sia urbani che rurali. Il colore diviene l’occasione di aumentare in misura essenziale il valore funzionale e culturale del progetto, ma anche di migliorarne la portata sociale.
In ordine cronologico queste sono le più significative:
- 1966 Caffetteria della Casa dello Studente[13], Graz, Austria.

Ispirandosi alle luci riflesse nelle cattedrali gotiche, la cui somma dei colori risulta acromatica, applica al soffitto delle lamelle in polistirolo dipinto quattro colori: due primari (giallo e rosso) e due complementari (verde e viola) che interagiscono fra di loro. La variazione del punto di vista dà luogo anche a sensazioni diverse. Anche i mobili, disegnati dall'arch. Jörg Mayr, giocano sugli stessi colori.
- 1977 Progetto per Scuola alberghiera[14]. In collaborazione con l’arch. W. Lessnik. Aigen im Ennstal, Austria

Aigen im Ennstal è una cittadina a vocazione turistica nella regione della Stiria a circa 600 metri d’altezza. Per questa ragione per molti mesi all’anno è coperta di neve; nella scelta dei colori di una scuola alberghiera si è anche pensato alle piante: caduche (ossia che perdono le foglie durante l’inverno) di fronte alle pareti bianche; sempreverdi di fronte alle parti color verde (in una tonalità scura ad imitare l’ombra delle piante) o in legno naturale. Il tetto è stato ricoperto di erba.
- 1980 Case popolari[15] Grugliasco, Torino. In collaborazione con l’architetto Strobino, studio A.I.

Si tratta di un complesso di sette grandi condomini, a cui sono stati applicati i colori del cerchio cromatico: più tenue per le facciate rivolte verso l’interno, per dare l’impressione di maggiore ampiezza, più scuro verso l’esterno per comunicare un senso di compattezza.
- 1980 Case popolari[16], Rivalta, Torino

In questo caso si è scelto di basarsi sui colori primari blu, rosso e giallo, digradanti verso l’alto, in modo da confondersi poi con i colori del cielo.
- 1986 Plabutschtunnel[17][18]: edificio, pompe e camino di ventilazione. Graz, Austria

Di solito questo tipo di strutture hanno il colore grigio del cemento. In questo caso Tornquist sceglie una sequenza di colori disposti a losanga che si innestano nell’ambiente. 
- 1996 Jakominiplatz[19], Graz, Austria, in collaborazione con gli Arch. S. e J. Mayr, H. Fiedler.

Jakominiplatz è una piazza di snodo di molte linee tranviarie della città. Non è quindi un luogo dove stazionare, ma di movimento; per questo, per i pali dell’illuminazione, ognuno corredato da cinque bracci con i corrispondenti lampioni, è stato scelto il giallo, che invita all’azione, ma anche a prestare costante attenzione agli eventuali pericoli, mentre per le pensiline sono stati scelti colori neutri, che si fondono col grigio della strada.

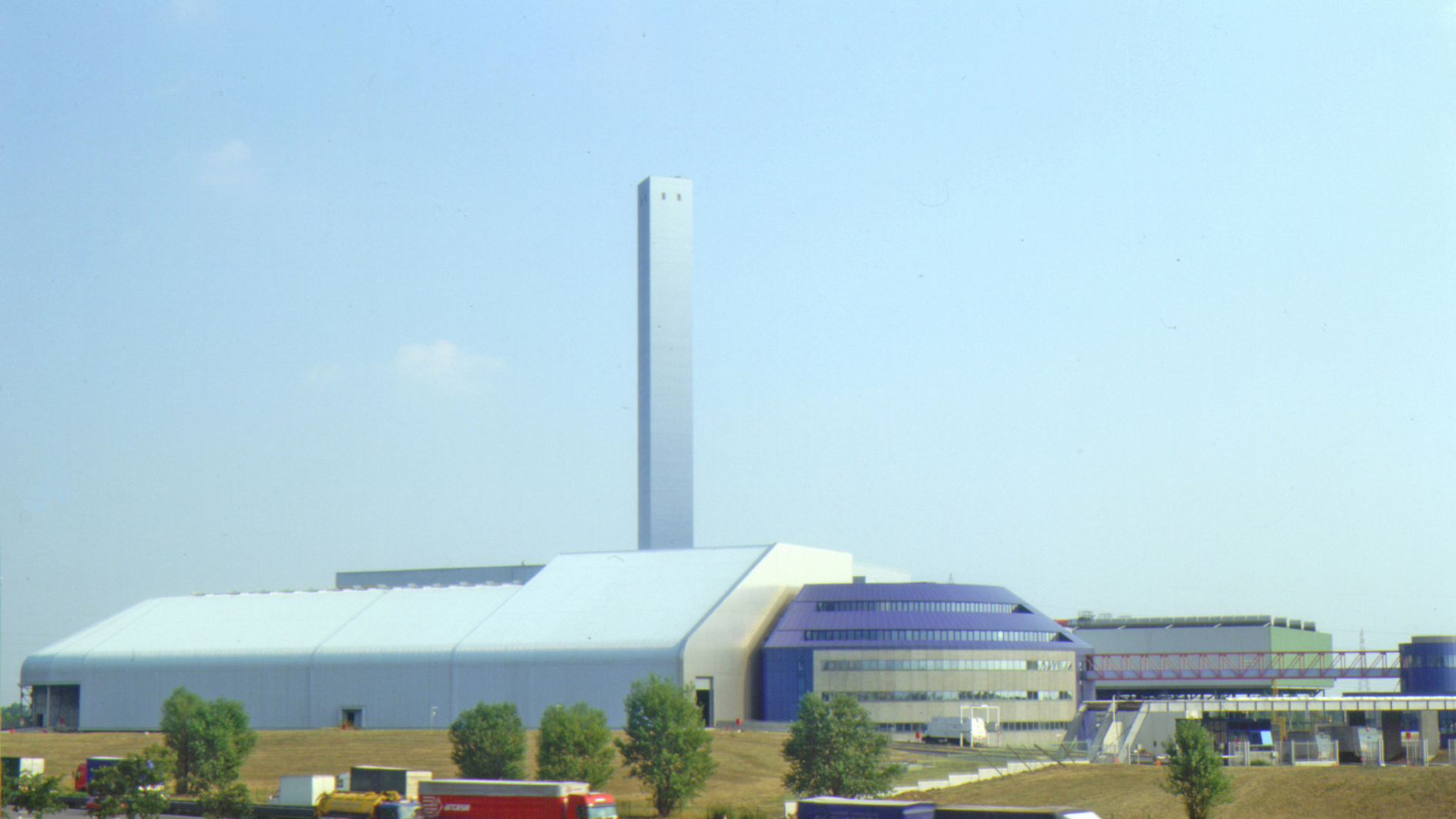
Il termovalorizzatore di Brescia colorato da Tornquist. Sono ben visibili le sfumature di azzurro che si fondono con il colore del cielo.

- 1996 Nuovo termoutilizzatore[20], Azienda Servizi Municipalizzati, ASM, Brescia. In collaborazione con Studio Tecne e Arch. Gozzoli.

Probabilmente il suo capolavoro, ben visibile percorrendo l’autostrada Torino-Venezia. La sfida era di trasformare un complesso destinato all’incenerimento dei rifiuti ricavandone calore da destinare al teleriscaldamento, in un insieme di volumi che, pur rivelando la loro funzione, sapessero inserirsi armoniosamente nel paesaggio. Per questo la scelta del colore dominante, dopo una attenta osservazione dell’atmosfera della campagna bresciana, è caduta su una variazione di colori grigio azzurri; la visione da sud, invece, destinata a dialogare con la vegetazione, predilige il verde. Secondo le parole dell’artista quest’opera è stata concepita «nell’ottica di un post-industrialismo più umano. In questo senso si può parlare di significatività, addirittura di bellezza anche a proposito di strutture produttive. Quello che è utile può essere bello».
- 2002 Centrale termoelettrica del Mincio[22], Ponti sul Mincio ASM – AGSM Pozzolengo, Brescia.

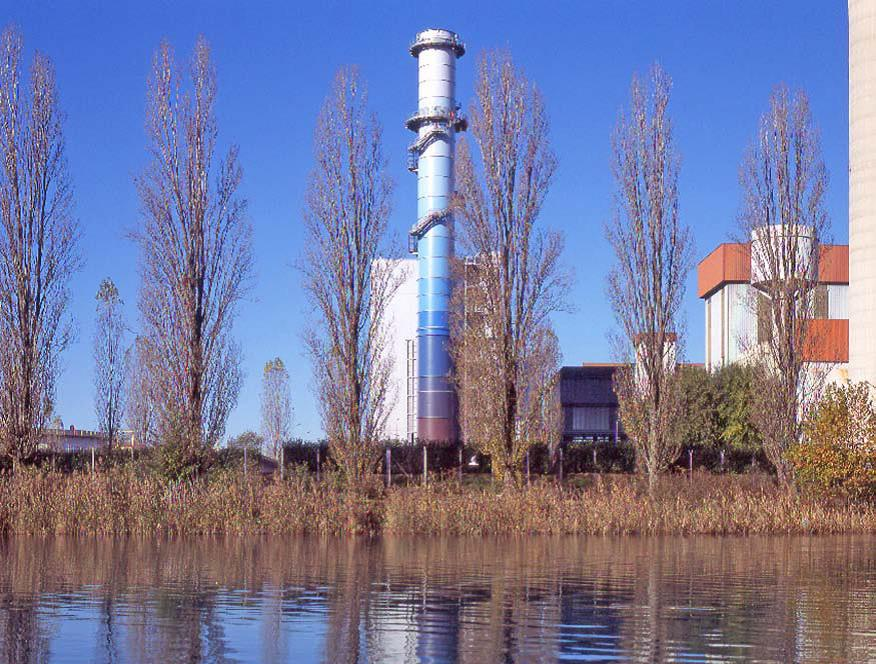
La centrale termoelettrica del Mincio, con la colorazione del camino operata da Tornquist.

Nell’ottica della trasformazione dell’impianto, risalente al 1960, si è provveduto dapprima ad abbattere alcuni edifici, edificandone poi altri. In particolare la ciminiera è affiancata da un camino alto 80 metri, la cui colorazione varia partendo dal basso con un rosso che si trasforma mano a mano in colori sempre più freddi, dando l’impressione di fondersi nello spazio del cielo. In questo senso il camino diventa assume un valore scultoreo, di volume che “contrapponendosi alla bellezza del parco, lo valorizza”.
- 2002 Gruppo IVAS[23], industria di vernici, San Mauro Pascoli, Forlì.

Essendo il complesso costituito da vari edifici senza coerenza architettonica, si è preferito dare loro una colorazione neutra, concentrandosi invece solo su alcuni elementi architettonici, posti su punti visivamente strategici, in funzione di segnale.
- 2004 Depuratore San Rocco[24], Milano. In collaborazione con Studio Quattroassociati.

Situato all’interno del Parco Sud, caratterizzato quindi ancora da ampi spazi verdi, si caratterizza per una lunga parete decorata a “onde”, tramite l’utilizzo di pannelli metallici colorati in sfumature di azzurro. Questo motivo intende riferirsi, in maniera ludica, alla funzione della struttura.
- 2004 Ospedale di circolo Fondazione Macchi - Varese

Il progetto di colore nasce da due esigenze distinte: da una parte si tratta di creare un ambiente gradevole e confortevole, che aiuti il paziente anche dal punto di vista visivo a meglio sopportare il luogo di cura; dall’altra di rendere immediatamente comprensibile la funzione dei diversi ambienti e i percorsi interni alla struttura.
- 2012 Nuova passerella sul viale Serra, Milano

I colori scelti vanno dal nero per il primo pilone di sostegno, a sottolineare un’idea di robustezza, che vira verso tonalità digradanti di grigio fino al rosso ALFA ROMEO per il pilone di approdo, a ricordo della famosa fabbrica di auto situata precedentemente nell’area del Portello.
- 2014 Ponte Expo, Milano (MI) In collaborazione con Antonio Citterio, Patricia Viel e Partners

Progettato per l’accesso all’area Expo, si caratterizza per una progressione di varianti del grigio, invertita per i due versanti del ponte stesso; il risultato è un’impressione di dinamismo, oltre che di variabilità in condizioni differenti di luce.

## Teorico del colore
Inizialmente interessato alle teorie di Rudolf Steiner, Jorrit Tornquist attraverso di lui viene a scoprire la Teoria dei colori di Goethe, che si opponeva a quella di Newton.
Da lì in poi ha indagato il mondo del colore in tutti i suoi aspetti, partendo dalla fisiologia dell’occhio, fino alle influenze che i diversi colori provocano sulla nostra psicologia, e quindi sulle loro applicazioni pratiche. Il risultato di anni di studio è un libro Colore e Luce, che può essere considerato un compendio di tutto quello che c’è da sapere sull’argomento.

## Performance

### Action Apartheid
Jorrit Tornquist ha sempre concepito il suo lavoro artistico anche nel suo aspetto politico. Nel 1987, si è posto il problema del trattamento crudele a cui vengono sottoposti gli animali nell’epoca dell’allevamento industriale. Nasce quindi una performance che l’artista descrive così:
Partii con la stampa di affiche triangolari con la dichiarazione dei diritti degli esseri viventi:
- libertà: ogni essere ha diritto alla vita, alla libertà ed alla sicurezza del proprio essere. Ad ogni essere spettano tutti i diritti e tutte le libertà, senza distinzione alcuna, per ragioni di specie o di altro genere.
- fraternità: tutti gli esseri nascono liberi ed eguali in dignità e diritti. Essi devono agire gli uni verso gli altri in spirito di fratellanza.
- eguaglianza: tutti sono uguali e hanno gli stessi diritti, senza alcuna discriminazione. Nessuna forma vivente potrà essere tenuta in stato di schiavitù o di servitù.

Queste affiche furono distribuite il giorno prima della mostra a varie persone, particolarmente studenti, ed affisse in tutti i punti dove la vita non veniva rispettata. I luoghi scelti furono molto diversi, non solo le entrate della mostra stessa e i relativi manifesti, ma anche scuole, negozi di animali, multinazionali ecc.
All’inaugurazione arrivai vestito di nero con una benda sull’occhio destro con la scritta APARTHEID. L'occhio sinistro portava una lente a contatto che simulava un occhio di gatto. Invitai molti studenti a venire a fotografarmi con flash, anche senza rullino, perché la persona più fotografata appare sempre come la più importante.
Accordai con la televisione ed alcuni giornalisti un incontro a mezzogiorno sulla piazza principale della città (Hauptplatz). Su questa piazza si trova la fontana con la statua in onore di Erzherzog Johann Baptist Joseph Fabian Sebastian, arciduca d’Austria (Firenze, 20 Gennaio 1782 - Graz, 11 Maggio 1859), egli è considerato il padre della Stiria odierna, in quanto introdusse in Austria leggi molto umane ed anche le leggi che regolano ancora oggi la caccia.
Raggiunsi con un carrello elevatore prestatomi dal comune la statua e le passai la mia benda ed anche l’occhio di un gatto. Ovviamente la benda era più grande della mia e l’occhio un fanalino di coda per bicicletta, che tenevo nella tasca della giacca. Purtroppo l’impresa si complicò perché il comune non fece i conti con gli scalini che quasi inibivano l’arrivo alla testa. Il pubblico, inizialmente non previsto, col tempo che trascorse, riempì la piazza. Finalmente riuscii a compiere la mia azione, concludendola con il lancio di tre rose, una alla volta, alla folla e pronunciando le famose parole: Liberté, Égalité, Fraternité.»

## Musei
I musei in cui sono esposte le opere di Tornquist sono:
- Wien, Austria, Museum des XX° Jahrhundert
- Graz, Austria, Neue Galerie
- Basel, Svizzera, Progressiv Museum
- Eilat, Israele, Museum of Modern Art
- Cagliari, Galleria Comunale di Cagliari
- New York, Stati uniti, Mc Crory Collection
- Acireale, Museo Civico
- Vacciago, Fondazione Calderara
- Salò, Museo del disegno
- Savona, Fondazione Museo “Milena Milani”
- Torino, Museo Internazionale delle Arti Applicate Oggi
- San Pietroburgo, Russia, Museo dell'Ermitage
- Bolivar, Venezuela, Museo d’Arte Moderna Jesus Soto
- Buenos Aires, Argentina, MACBA Museo de Arte Contemporanea
- Wien, Austria, Mumok Museum
- DAMA, Caserta, Italy, Museo di arte contemporanea

## Opere
- J. Tornquist, Colore e luce, Ikon Editrice, Milano, 1999.